# José Luis Ceacero Inguanzo
José Luis Ceacero Inguanzo (Baeza, 1829 - 1901) fue un militar español, embajador y cónsul de España en Japón entre 1868 y 1872 .

## Biografía
Hijo de Luis Carlos Ceacero Reiger, un capitán de artillería carlista, caballero de Calatrava y vizconde de Santo Tomé y Santa Marta. 

### Carrera militar
Destinado inicialmente a la carrera eclesiástica, pronto se sintió atraído por la navegación, ingresando en la Escuela de la Armada de San Fernando . 
En 1856 fue destinado a Manila (Filipinas), como instructor naval de la Escuela Náutica. Al poco de llegar recibió la visita de una delegación japonesa que quería establecer relaciones diplomáticas. 

### Diplomático
Visitó varias veces Japón con el objetivo de establecerse. Estuvo encargado de apoyar a la delegación diplomática encabezada por José Heriberto García de Quevedo, con el apoyo logístico de Estados Unidos y lingüístico de Francia . Poco después se firmó un tratado similar al de otros países europeos. 
En 1868 fue nombrado ministro de España en Japón -equivalente a embajador-. Ocupó el cargo hasta enero de 1869.  En agradecimiento a los servicios prestados, entre 1869 y 1872 fue designado cónsul de España en el mismo país. 